# Йонас, Ханс
Ханс Йонас (нем. Hans Jonas, 10 мая 1903, Мёнхенгладбах — 5 февраля 1993, Нью-Рошелл, штат Нью-Йорк) — немецкий и американский философ

-экзистенциалист.

## Биография

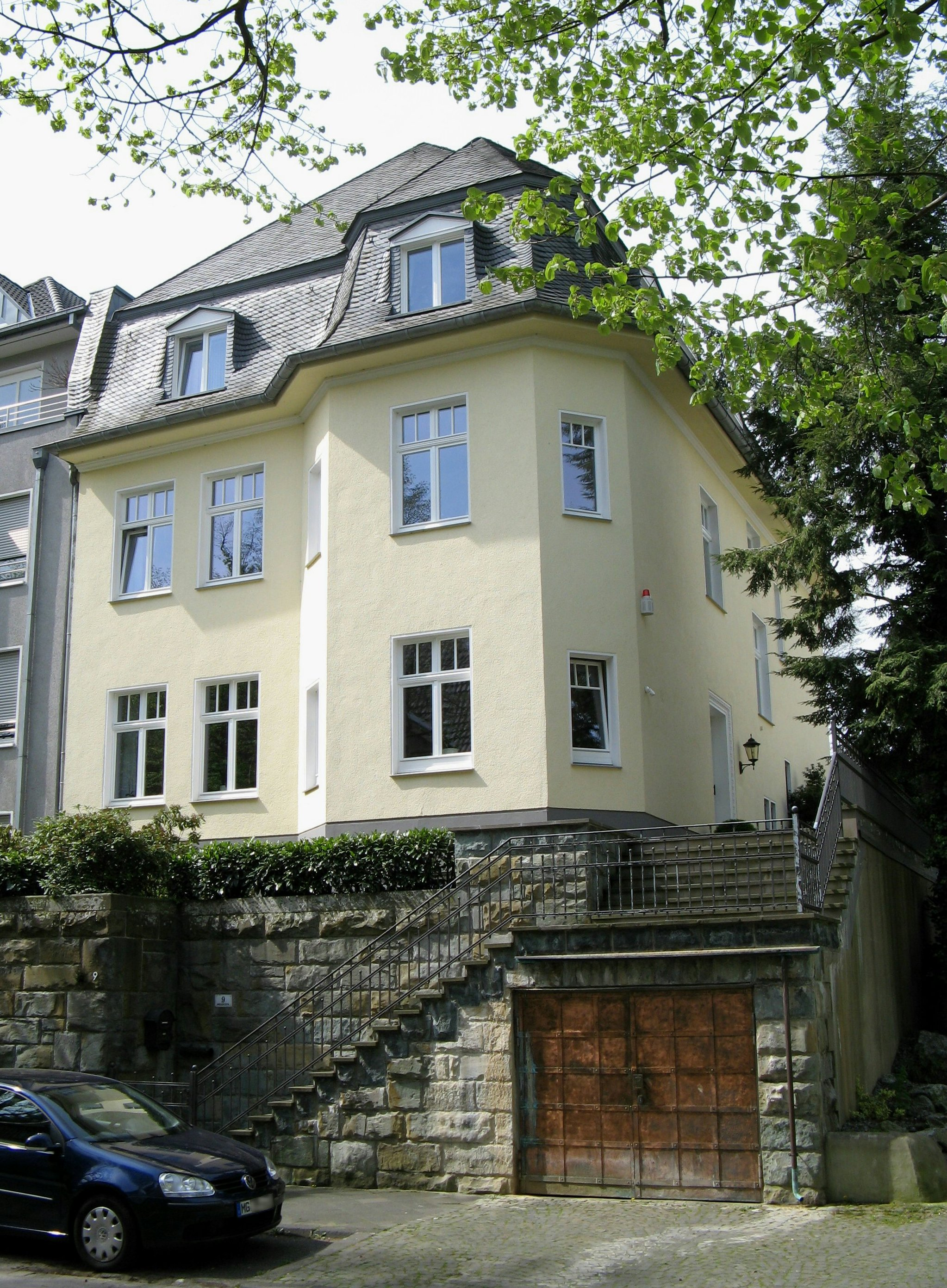
Родной дом

Отец — владелец текстильной фабрики, мать — дочь раввина. Изучал философию, иудаику, историю религий во Фрайбурге, Берлине, Гейдельберге, защитил докторскую диссертацию о понятии гнозиса в Марбурге. Его преподавателями были Гуссерль, Хайдеггер, Бультман. Познакомился с Лео Штраусом, Х.-Г. Гадамером, подружился с Ханной Арендт.
В 1933 году, после сближения Хайдеггера с нацизмом, эмигрировал в Великобританию, в 1934 году переехал в Палестину. В 1940 году вернулся в Европу, участвовал во Второй мировой войне в рядах британской армии. Его мать погибла в Освенциме в 1942 году. Узнав об этом в конце войны, Йонас отказался жить в Германии, вернулся в Палестину, солдатом израильской армии участвовал в войне Израиля за независимость (1948). Преподавал в Еврейском университете.
В 1949 году переехал в Канаду. Изучал биологию, познакомился с Берталанфи, преподавал в Оттаве (1950—1955), затем перебрался в США. Профессор Новой школы социальных исследований в Нью-Йорке (1955—1976). В 1964 году в нескольких публичных выступлениях в США и Европе подверг резкой критике позицию Хайдеггера в годы нацизма. В 1982—1983 годах — приглашённый профессор в Мюнхенском университете. Читал также в Принстоне, Колумбийском университете, Чикаго.

## Творчество
Дебютировал работой по социологии Карла Маннгейма (1929). Автор трудов по истории религии и гностицизма, этике ответственности, философии техники и медицины (биоэтики), написанных на немецком, английском языках и иврите. Труды Йонаса изданы на французском, испанском, итальянском, польском, чешском языках, переведены также на другие языки мира.
В 2010 году под руководством Дитриха Бёлера в Германии началось издание Полного собрания сочинений Йонаса.

## Труды
- Augustin und das paulinische Freiheitsproblem. Ein philosophischer Beitrag zur Genesis der christlich-abendländischen Freiheitsidee. Göttingen: Vandenhoeck & Ruprecht, 1930 (gthtbpl/ 1965)
- Gnosis und spätantiker Geist: Teil I: Die Mythologische Gnosis. Göttingen: Vandenhoeck & Ruprecht, 1934.
- Gnosis und spätantiker Geist: Teil II: Von der Mythologie zur mystischen Philosophie. Göttingen: Vandenhoeck & Ruprecht, 1954
- The Gnostic Religion: The Message of the Alien God & the Beginnings of Christianity. Boston: Beacon Press, 1958 ISBN 0-8070-5801-7
- The Phenomenon of Life: Toward a Philosophical Biology. New York: Harper & Row, 1966 (переизд. 2001) ISBN 0-8101-1749-5
- Organismus und Freiheit — Ansätze zu einer philosophischen Biologie. Göttingen: Vandenhoeck & Ruprecht, 1973
- Philosophical Essays: From Ancient Creed to Technological Man. Chicago: University of Chicago Press, 1974 ISBN 0-226-40591-5
- On faith, reason and responsibility. San Francisco: Harper and Row, 1978 (переизд. 1981). ISBN 0-940440-00-8
- Das Prinzip Verantwortung: Versuch einer Ethik für die technologische Zivilisation. Frankfurt/Main: Insel-Verlag, 1979 ISBN 3-458-04907-X
- Macht oder Ohnmacht der Subjektivität? Das Leib-Seele-Problem im Vorfeld des Prinzips Verantwortung. Frankfurt/Main: Suhrkamp Verlag 1987. — ISBN 3-518-38013-3
- Technik, Medizin und Ethik. Zur Praxis des Prinzips Verantwortung. Frankfurt/Main: Suhrkamp Verlag, 1987 ISBN 3-518-38014-1
- Der Gottesbegriff nach Auschwitz: eine jüdische Stimme. Frankfurt/Main: Suhrkamp Verlag, 1987 ISBN 3-518-38016-8
- Materie, Geist und Schöpfung. Kosmologischer Befund und kosmogonische Vermutung. Frankfurt/Main: Suhrkamp, 1988
- Gedanken über Gott: drei Versuche. Frankfurt/Main: Suhrkamp, 1994
- Mortality and Morality: A Search for Good After Auschwitz. Evanston: Northwestern University Press, 1996 ISBN 0-8101-1286-8
- Erinnerungen. Nach Gesprächen mit Rachel Salamander. Frankfurt/Main: Insel-Verlag, 2003 — ISBN 3-458-17156-8 (англ. пер. 2008)
- Fatalismus wäre Todsünde: Gespräche über Ethik und Mitverantwortung im dritten Jahrtausend/ Dietrich Böhler, Hrsg. Münster: Lit Verlag, 2005

## Публикации на русском языке
- Гностицизм. (Гностическая религия). СПб. : Лань, 1998.
- Религия гнозиса // Гермес Трисмегист и герметическая традиция Востока и Запада. СПб. : Ирис ; Алетейя, 2001. С. 429—453.
- Принцип ответственности. Опыт этики для технологической цивилизации / пер. с нем., предисловие, примечания И. И. Маханькова. М.: Айрис-пресс, 2004.
- Техника, свобода и долг // Козлова Н. П. История и философия науки и техники : учебное пособие. Пенза: РИО ПГСХА, 2006. С. 139—151.

## Признание
- Большой крест ордена За заслуги (ФРГ, 1987).
- Премия мира немецких книготорговцев (1987). Почётный гражданин Мюнхена (1987).
- Почётный доктор университета в Констанце (1991).